# Celleporella alia
Celleporella alia är en mossdjursart som beskrevs av Hayward 1993. Celleporella alia ingår i släktet Celleporella och familjen Hippothoidae. Inga underarter finns listade i Catalogue of Life.